# Bede (belasting)
De bede is ontstaan in de dertiende eeuw en was oorspronkelijk bedoeld om bijzondere uitgaven van de vorst te financieren. In tijden van nood richtte de vorst zich tot de Staten met het verzoek (bede) een geldsom bijeen te brengen. De Staten konden hun toestemming moeilijk weigeren. Aanvankelijk werden deze verzoeken slechts bij uitzondering gedaan, maar langzamerhand werden ze steeds talrijker en ontwikkelde de bede zich tot een gewone belasting. De Staten legden de bede op aan de steden en dorpen. Deze sloegen de belasting om over de inwoners in de vorm van een belasting op onroerende goederen. Voor zover het grond betrof werd de bede aanvankelijk alleen over akkergrond omgeslagen. In latere eeuwen werd de bede omgeslagen over alle percelen, inclusief weiden en heidegrond.